# 兔頭魨
兔頭魨為輻鰭魚綱魨形目四齒魨亞目四齒魨科的其中一種，分布於全球三大洋熱帶及亞熱帶海域，棲息深度10-476公尺，成魚體上半部深綠色、褐灰色或藍色，腹面白色，稚魚背部有大約9條橫帶，背鰭軟條13-16枚，臀鰭軟條11-13枚，體長可達61公分，棲息在大洋區，以烏賊及甲殼類為食，生活習性不明，可作為食用魚。

## 扩展阅读
維基物種上的相關：兔頭魨